# Altdöbern
Altdöbern (lågsorbiska: Stara Darbnja) är en ort och kommun i Niederlausitz i östra Tyskland, belägen i Landkreis Oberspreewald-Lausitz i förbundslandet Brandenburg, omkring 25 km sydväst om Cottbus och 120 km söder om Berlin.
Altdöbern är administrativ huvudort i kommunalförbundet Amt Altdöbern, där förutom Altdöbern även grannkommunerna Bronkow, Luckaitztal, Neupetershain och Neu-Seeland ingår. De tidigare kommunerna Ranzow och Reddern uppgick i Altdöbern den 1 februari 2002.

## Kultur och sevärdheter
Altdöberns slott uppfördes ursprungligen 1717 och fick sitt nuvarande utseende på 1880-talet. Slottet utgjorde under andra världskriget från 1943 tillfälligt säte för delar av Sveriges ambassad, som utlokaliserats dit från Berlin under bombangreppen.
Författaren Günter Grass var stationerad i närheten av orten under sin tid som soldat i Waffen-SS 1945 och har skildrat detta i sin självbiografi När man skalar lök (Beim Häuten der Zwiebel, 2006).